# نيلس هيالمار أودنر
نِيلْسْ هْيَالْمَارْ أُودْنَرْ (بالسويدية: Nils Hjalmar Odhner) كان عالم حيوان سويدياًّ، ولد في 6 ديسمبر 1884 وتوفي في 12 يونيو 1973، اهتمّ بدراسة الرخويات. كان أستاذًا ورئيس قسم الحيوانات اللافقارية في المتحف السويدي للتاريخ الطبيعي بستوكهولم بين عامي 1946 و1950، وعضواً في الأكاديمية الملكية السويدية للعلوم منذ عام 1946.
يعرض السجل الدولي للأنواع البحرية أكثر من 490 نوع حيوانات بحرية أسماها أودنر. العديد من هذه الأسماء مترادفة.

## مؤلفاته
ألف أودنر العديد من المقالات، نذكر منها:
- Nils Hjalmar Odhner: Northern and arctic invertebrates in the collection of the Swedish State Museum (Riksmuseum). III. Opisthobranchia and Pteropoda. Kunliga Svenska Vetenskap-Akademien Handlingar, 41(4): 1-116 Stockholm 1907
- Die Mollusken der lappländischen Hochgebirge. Naturw. Unters. Sarekgeb., 4(2): 133-168, Stockholm 1908
- Morphologische und phylogenetische Untersuchungen über die Nephridien der Lamellibranchien. Z. wiss. Zool., 100(2): 287-391, Berlin 1912.
- Die Molluskenfaun des Takern. Sjön Tàkerns Fauna oh Flora, 8: 1-129, Stockholm 1929
- Beiträge zur Malakozoologie der Kanarischen Inseln. Lamellibranchien, Cephalopoden, Gastropoden. Ark. Zool., 23A(14): 1-116, Stockholm 1931.